# Tramwaje w Marshalltown
Tramwaje w Marshalltown − zlikwidowany system komunikacji tramwajowej w Stanach Zjednoczonych w Marshalltown, działający w latach 1882−1928.

## Historia
Tramwaje konne w Marshalltown uruchomiono 1 grudnia 1882. System składał się z dwóch linii o długości 5 km, po których kursowało 7 wagonów do których posiadano 21 koni. 31 grudnia 1892 uruchomiono tramwaje elektryczne. Przed uruchomieniem tramwajów elektrycznych zmieniono rozstaw toru z 1219 mm na 1435 mm. W 1913 zakupiono nowe tramwaje. 31 sierpnia 1928 zamknięto sieć tramwajową. Wszystkie wagony ze złomowano z wyjątkiem pługu służącego do odśnieżania torowiska, który trafił do Cedar Rapids.